# Demografía de la provincia de Santa Fe

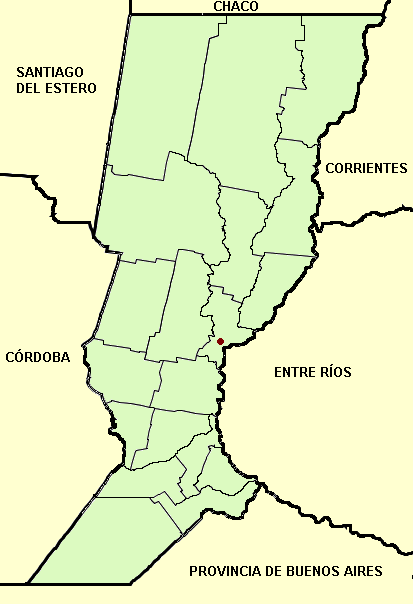
Provincia de Santa Fe

El censo nacional 2010 estableció una población de 3.200.736. La mayor parte de la población santafesina se concentra en el sur y centro de la provincia. El centro de mayor concentración poblacional y económico es la ciudad de Rosario (población, 1.198.528 hab. en 2010), representando un 37,4% de concentración de la población provincial. Le siguen, en población, Santa Fe de la Vera Cruz (484.000 hab.) capital de la provincia, la cual reúne un 16,14% de la población santafesina (2001); Rafaela (93.000 hab.), centro de la industria láctea nacional; Venado Tuerto (82.000 hab.), centro regional del sur de la provincia; Villa Gobernador Gálvez (78.000 hab.), parte de la aglomeración de Rosario; Reconquista (77.000 hab.), la ciudad más grande del norte santafesino; Santo Tomé (66.000 hab.), parte del conurbano de Santa Fe; entre otras 8 ciudades de más de 25.000 habitantes. La mayor parte de la población santafesina se concentra en el sur provincial, seguida por la zona centro de la provincia.
El origen de la población es principalmente de europeo, descendiente de la gran inmigración de 1880-1930 y de otros períodos, entre la cual destacan, como en todo el país, la ascendencia española e italiana. Desde 1970, Rosario es una ciudad atractora de migrantes internos, principalmente del norte santafesino y de las provincias del norte. Entre ellos se destaca el gran contingente toba, proveniente de la limítrofe provincia del Chaco y los mocovíes de la propia Santa Fe.

## Evolución histórica de la población hasta 1980
- Fines siglo XVIII: 12.000[1]
- 1820: 15.000-20.000 ha.[2]
- 1847: 20.000 ha.[3]
- 1853: 30.000 ha.[3]
- 1869: 89.117 ha.[4]
- 1895: 397.188 ha.[5]
- 1914: 899.640 ha.[6]
- 1947: 1.702.975 ha.[6]
- 1960: 1.884.918 ha.[6]
- 1970: 2.135.583 ha.[6]
- 1980: 2.465.546 ha.[6]

## Distribución de la población
| Población               | 1991      | 2001      | 2010      |
| ----------------------- | --------- | --------- | --------- |
| Total provincia         | 2.798.423 | 3.000.701 | 3.285.170 |
| Total varones           | 1.363.858 | 1.511.271 | 1.602.510 |
| Total mujeres           | 1.434.564 | 1.584.225 | 1.682.660 |
| Departamento Rosario    |           | 1.180.883 | 1.245.673 |
| Departamento La Capital |           | 506.411   | 547.496   |

|             | 1980      | 1991      | 2001      |
| ----------- | --------- | --------- | --------- |
| Área urbana | 2.022.790 | 2.429.291 | 2.675.392 |
| Área rural  | 442.756   | 369.131   | 325.309   |

| Edad            | 2001  | 2010  |
| --------------- | ----- | ----- |
| De 0 a 14 años  | 25,9% | 23,0% |
| De 15 a 64 años | 62,6% | 65,1% |
| 65 años y más   | 11,5% | 11,9% |

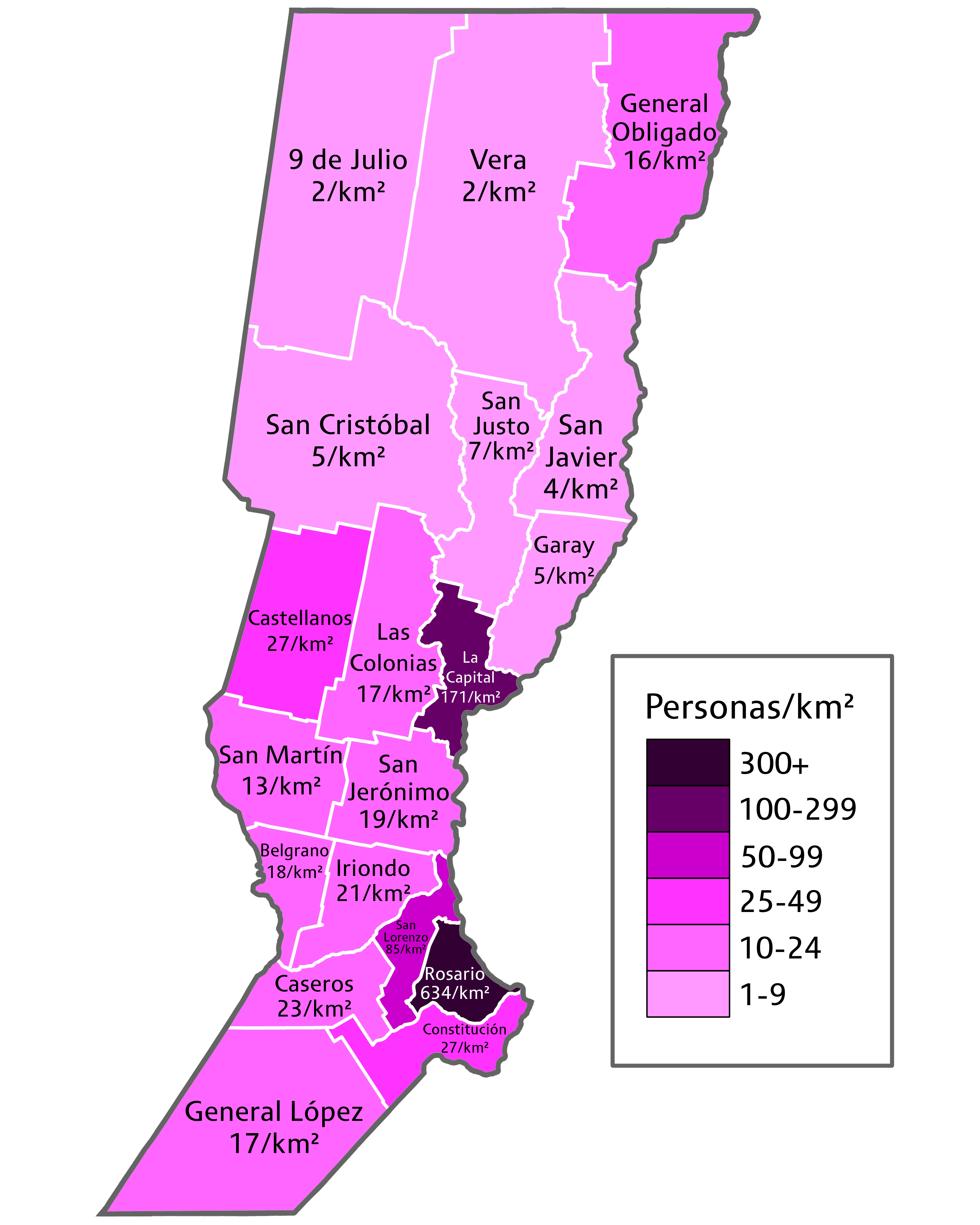
Densidad de población (Censo 2010).

La densidad poblacional en la provincia era en 2001 de 22,6 habitantes por kilómetro cuadrado, mientras que el índice de masculinidad (o razón de sexo) ascendía a 94,2 hombres cada cien mujeres en 2001.
Santa Fe es el tercer distrito nacional con guarismos más bajos en fecundidad, sólo superior a la Ciudad de Buenos Aires y la provincia de Córdoba. En 2001 se registró una tasa de 2,23 hijos por cada mujer en la provincia de Santa Fe, en tanto que una proyección realizada por el INDEC señala que en 2010 el registro cae a 1,98 hijos por mujer.
|         | 1990/1992 | 2000/2001 | 2010  |
| ------- | --------- | --------- | ----- |
| Total   | 72,29     | 75,70     | 79,86 |
| Hombres | 68,50     | 72,75     | 74,86 |
| Mujeres | 76,28     | 78,46     | 80,92 |

|                         | Total de hogares | Hogares particulares ocupados | Hogares colectivos | Hogares con una persona | Hogares con 2 personas | Hogares con 3 personas | Hogares con 4 personas | Hogares con personas de pueblos indígenas |
| ----------------------- | ---------------- | ----------------------------- | ------------------ | ----------------------- | ---------------------- | ---------------------- | ---------------------- | ----------------------------------------- |
| Total provincia         | 1.061.568        | 872.295                       | 1.652              | 139.396                 | 188.501                | 160.755                | 164.909                | 16.195                                    |
| Departamento Rosario    | 411.332          | 332.502                       | 539                | 55.219                  | 74.091                 | 61.598                 | 62.708                 | 6.337                                     |
| Departamento La Capital | 167.684          | 137.644                       | 247                | 21.016                  | 28.297                 | 24.764                 | 25.553                 | 3.475                                     |

|                         | Jefes y jefas de hogar | Cónyuges | Hijos     | Servicio doméstico | Leen y escriben | Reciben jubilación |
| ----------------------- | ---------------------- | -------- | --------- | ------------------ | --------------- | ------------------ |
| Total provincia         | 872.295                | 569.790  | 1.250.113 | 1.772              | 2.622.267       | 372.959            |
| Departamento Rosario    | 332.502                | 211.827  | 459.227   | 585                | 995.469         | 143.986            |
| Departamento La Capital | 137.644                | 87.051   | 211.403   | 335                | 425.812         | 60.979             |

## Población por departamento
Departamentos de la provincia argentina de Santa Fe ordenados según su número de habitantes. (Censo 2010).
|    | Departamento     | Población | Superficie | Hab. por km² |
| -- | ---------------- | --------- | ---------- | ------------ |
| 1  | Rosario          | 1.198.528 | 1.890      | 634,1        |
| 2  | La Capital       | 521.759   | 3.055      | 170,8        |
| 3  | General López    | 195.043   | 11.558     | 16,9         |
| 4  | Castellanos      | 181.381   | 6.600      | 27,5         |
| 5  | General Obligado | 178.711   | 10.928     | 16,4         |
| 6  | San Lorenzo      | 159.184   | 1.867      | 85,3         |
| 7  | Las Colonias     | 106.761   | 6.439      | 16,6         |
| 8  | Constitución     | 85.483    | 3.225      | 26,5         |
| 9  | San Jerónimo     | 80.155    | 4.282      | 18,7         |
| 10 | Caseros          | 79.491    | 3.449      | 23,0         |
| 11 | Iriondo          | 66.702    | 3.184      | 20,9         |
| 12 | San Cristóbal    | 66.623    | 14.850     | 4,5          |
| 13 | San Martín       | 63.640    | 4.860      | 13,1         |
| 14 | Vera             | 51.125    | 21.096     | 2,4          |
| 15 | Belgrano         | 44.048    | 2.386      | 18,5         |
| 16 | San Justo        | 40.735    | 5.575      | 7,3          |
| 17 | San Javier       | 30.668    | 6.929      | 4,4          |
| 18 | 9 de Julio       | 29.810    | 16.870     | 1,8          |
| 19 | Garay            | 20.889    | 3.964      | 5,3          |

## Población indígena
El INDEC registró en el censo poblacional de 2001 la presencia personas pertenecientes a más de una veintena de diferentes grupos indígenas. Las dos comunidades más importantes son la toba (hay 1822 hogares en la provincia de Santa Fe integrados por personas de esa etnia) y mocoví (1.798 hogares). También se registraron aborígenes de los grupos tupi guarani (en 634 hogares), mapuche (en 396), diaguita o calchaquí (389), chane (139), kolla (132), tehuelche (82) y wichi (50), mientras que el resto son grupos que no alcanzan a sumar cincuenta hogares por etnia en todo el territorio santafesino.